# Archibald Scott Couper
Archibald Scott Couper (Kirkintilloch, 31 marzo 1831 – Kirkintilloch, 11 marzo 1892) è stato un chimico scozzese.
Fu un ideatore della struttura chimica delle molecole, al pari di Stradonitz. La sua opera, inizialmente sconosciuta, fu rivalutata da R. Anschultz.

## Opere

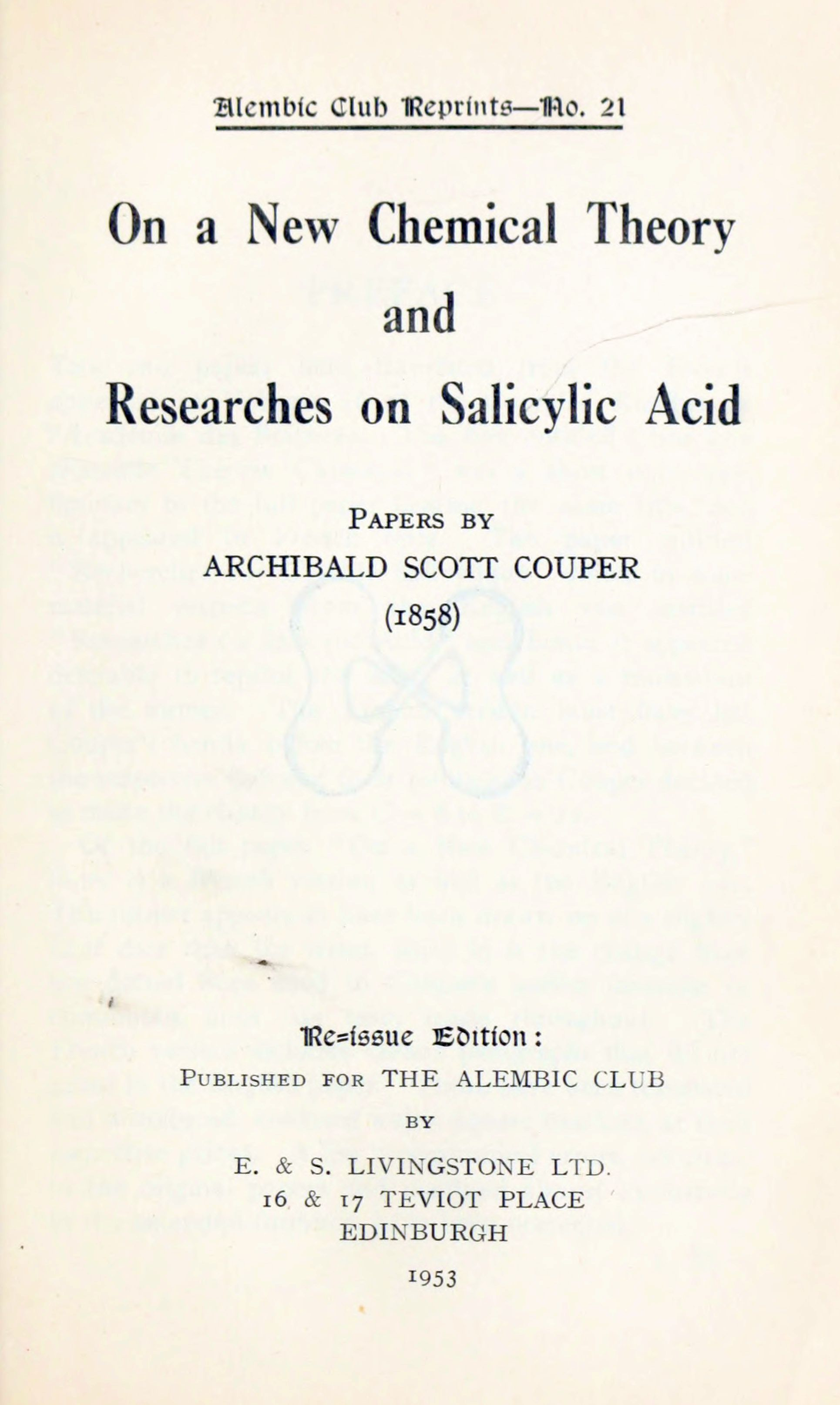
On a new chemical theory and researches on salicylic acid, 1953

- (EN) On a new chemical theory and researches on salicylic acid, Edinburgh, Livingstone, 1953.